# Суперинтендант Баттл
Суперинтендант Джим Баттл (англ. Superintendent Battle) — герой романов писательницы Агаты Кристи. Он появлялся в немногих романах. Инспектору Баттлу поручали сложные дела, в основном связанные со всякими организациями (например, «Семь циферблатов», «Братство багровой руки»). Суперинтендант Баттл очень культурен в общении с людьми. В отличие от других героев Кристи, инспектор Баттл работает в полиции и при расследовании выполняет служебный долг. Баттл чем-то похож на инспектора Джеппа. В кино его роль исполнили:
- «Убить легко» (1981) — Билл Биксби
- «Бледный конь» (1997) — Лесли Филиппс
- «Карты на столе» (2005 −2006) — Дэвид Вестхэд
- «Тайна семи циферблатов» (1982) — Гарри Эндрюс

Он появляется в следующих романах:
- «Тайна замка Чимниз» (The Secret of Chimneys, 1925)
- «Тайна семи циферблатов» (The Seven Dials Mystery, 1929)
- «Карты на стол» (Cards on the Table, 1936) — Вместе с Эркюлем Пуаро, Ариадной Оливер и полковником Рейсом.
- «Убить легко» (Murder is easy, 1939)
- «Час ноль» (Towards Zero, 1944)